# Peter, Peter, Caviar Eater
«Peter, Peter, Caviar Eater» (titulado «El aristocrata» en Hispanoamérica y «Peter, Peter come caviar» en España) es el primer episodio de la segunda temporada de la serie Padre de familia emitido el 23 de septiembre de 1999 a través de FOX. La trama se centra en Peter, quien tras descubrir que su mujer ha heredado una lujosa mansión de Newport, aprovecha para forzar a su familia a mudarse; sin embargo, Lois ve cómo su familia empieza a cambiar debido a su nuevo estatus social.
El episodio está escrito por Chris Sheridan y dirigido por Jeff Myers.

## Argumento
Lois ha preparado la casa para la visita de su millonaria tía Marguerite, lamentablemente esta fallece justo en la entrada, para sorpresa de todos. En el funeral todos lloran la pérdida, por el contrario Peter se queja del maltrato recibido por la su familia política hasta que Lois le comunica que le han dejado algo en el testamento. En la abogacía les muestran un vídeo mensaje en el que Marguerite anuncia que Lois obtiene la mansión de Cherrywood Manor como herencia. Al llegar, los criados les reciben con una calurosa bienvenida para marcharse después tras el fallecimiento de Marguerite hasta que Peter les vuelve a contratar después de haber vendido la casa de Quahog sin consultarlo con Lois, lo cual indigna a la mujer.
Peter empieza a disfrutar de los privilegios como hombre rico, sin embargo es incapaz de causar buena impresión después de contar una historia inapropiada en el club de campo. Al darse cuenta de la vergüenza que le hizo pasar a Lois, Peter le pide a Brian que le enseñe a portarse como un caballero, por otro lado, Lois les cuenta a sus hijos cómo conoció a Peter y que le llevó a enamorarse de él después de que Meg hiciera un comentario sobre conseguir un novio adinerado. De vuelta con Peter, Brian prueba varias técnicas sin éxito, por lo que decide pasar a una terapia de choque. Esa misma noche, Lois se sorprende al ver el nuevo aspecto de su marido, sin embargo, lejos de alegrarse de los cambios a mejor que ha hecho Brian, le cuesta creer que "ese" sea su marido, sobre todo por la manera de comunicarse con los demás. Desafortunadamente, Peter además de portarse como un galán, se cree multimillonario y acaba por comprar un jarrón por 100 millones de dólares.
Lois finalmente reprocha el snobismo de sus hijos y de su marido al tiempo que añade el "por qué" decidió abandonar su vida de privilegios y les exige volver a Quahog cuanto antes. Chris y Meg comprenden a su madre y aceptan marcharse con ella, por otro lado Brian decide sacar a Peter del mundo de fantasía en el que vive mediante una recreación de Star Wars en el que tira un vaso al suelo. Finalmente Peter recupera la cordura, pero todavía debe un dinero que no posee Para arreglar el problema, intenta hacer creer a la Sociedad Histórica que en la mansión sucedieron eventos históricos que merece tal dinero, sin embargo tales estratagemas no convencen al director de la casa de subastas. Peter y Lois se encuentran a solas, mientras que la mujer se prepara para hacer las maletas, Peter aparece desconsolado al mismo tiempo que admitió fingir ser un millonario para demostrarles a toda la clase alta lo bueno que es para su mujer, Lois se alegra de ver al Peter de antes y le consuela diciendo que lo que digan los demás está de más. Tras reconciliarse, Peter acaba por accionar sin querer un mecanismo que abre una falsa pared en el que encuentra unas fotos ocultas, lo que para Peter es la "solución a los problemas". A la mañana siguiente Peter lleva tales fotografías a la Sociedad Histórica para demostrar que Cherrywood Manor vale 100 millones, ya que durante una época llegó a ser el burdel presidencial del país, entre las fotos aparecen varios rostros conocidos de la historia estadounidense como Robert E. Lee, Abraham Lincoln y Ulysses S. Grant. Finalmente Peter les explica a sus hijos que ha conseguido recuperar la casa de Quahog tras subastar algunas fotos. 
En la escena final del episodio, Peter hace caso de su mujer al decir que ya no le importa lo que su familia piense de él después de descubrir que los antepasados de su mujer fueron una "panda de chulos y prostitutas".

## Referencias culturales

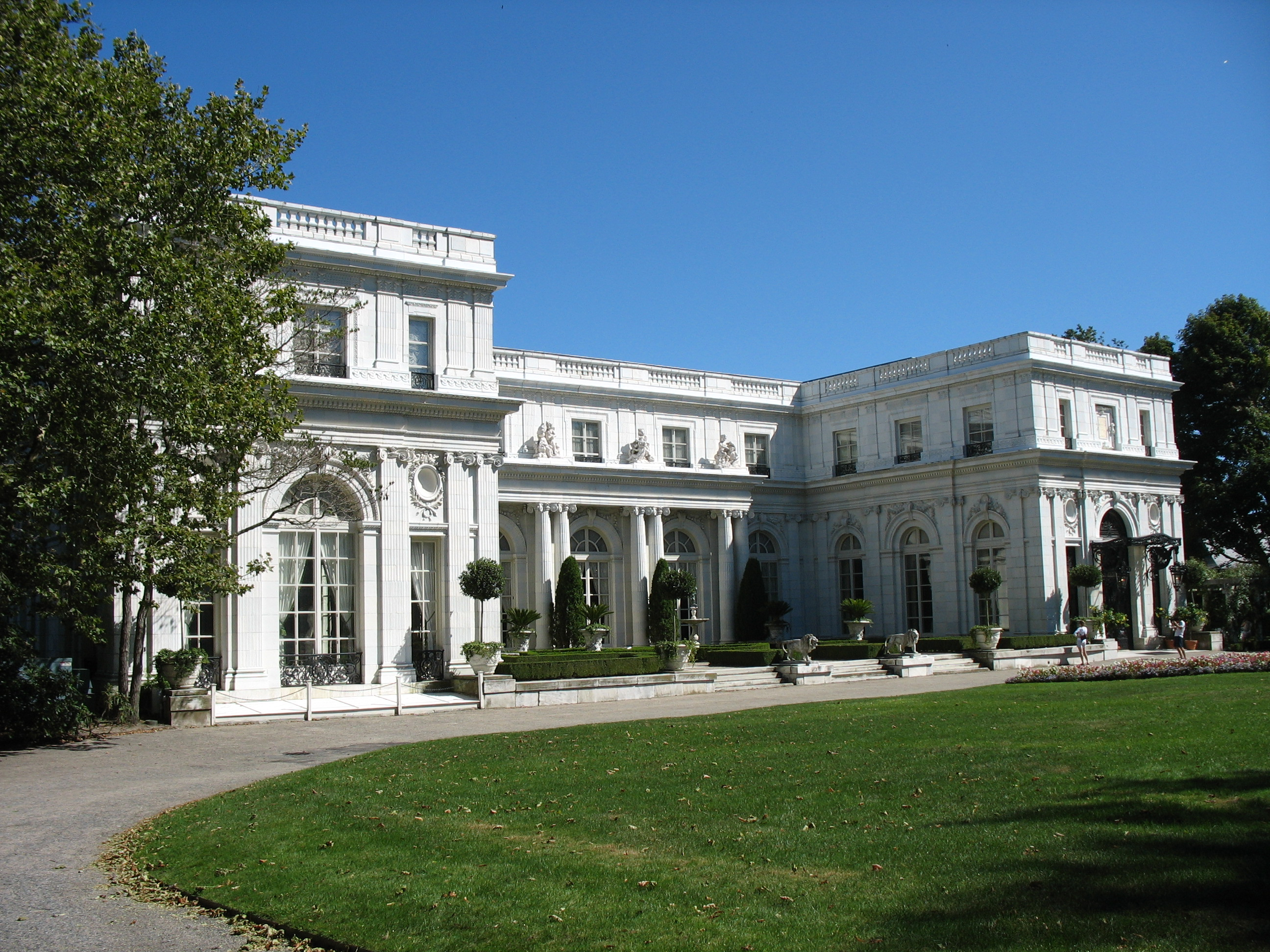
Imagen de la mansión Rosecliff (Newport), referenciado en el video mensaje.